# (38038) 1998 RQ19
1998 RQ19 (asteroide 38038) é um asteroide da cintura principal. Possui uma excentricidade de 0.13160300 e uma inclinação de 1.63616º.
Este asteroide foi descoberto no dia 14 de setembro de 1998 por LINEAR em Socorro.